# Aphanocalyx pectinatus
Aphanocalyx pectinatus är en ärtväxtart som först beskrevs av Auguste Jean Baptiste Chevalier, och fick sitt nu gällande namn av Jan Johannes Wieringa. Aphanocalyx pectinatus ingår i släktet Aphanocalyx och familjen ärtväxter. Inga underarter finns listade i Catalogue of Life.